# Équipe de Belgique militaire de football
L'équipe de Belgique militaire de football  était l'équipe de l'armée belge, elle a été supprimée en 2008.

## Histoire
L'équipe de Belgique militaire de football a été dissoute à la suite d'une défaite (9-1) lors de la Kentish Cup en 2007.

## Palmarès
- Coupe du monde militaire (4)
  - Vainqueur en 1947, 1953, 1954, 1960
  - 2e en 1948, 1950, 1952, 1963, 1967, 1983
  - 3e en 1946, 1949, 1989

- Challenge Kentish (29)
  - Vainqueur en 1919, 1923 ex aequo, 1924, 1925, 1926, 1930, 1932, 1933, 1939, 1947 ex aequo, 1951, 1957, 1967, 1968, 1973, 1974, 1975, 1976, 1977, 1978, 1979 ex aequo, 1980, 1986, 1987, 1990, 1991, 1992, 1993, 1999